# Bantiran
Bantiran is een bestuurslaag in het regentschap Tabanan van de provincie Bali, Indonesië. Bantiran telt 3819 inwoners (volkstelling 2010).